# Hydrocharitales

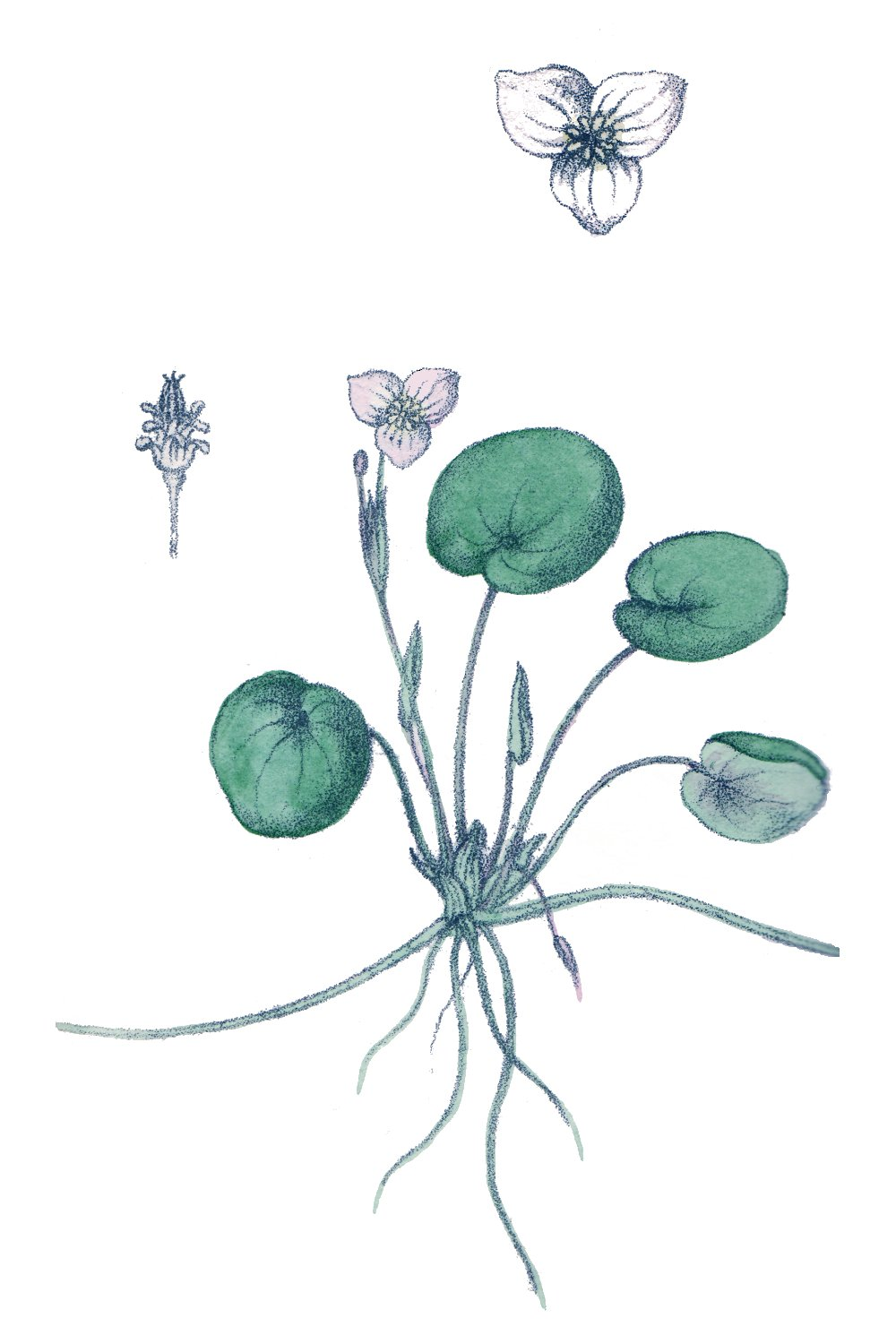
Hydrocharis morsus-ranae L.

Hydrocharitales é uma ordem de angiospermas. O sistema Cronquist (1981) usa esta ordem, colocando-a na subclasse Alismatidae, com a seguinte circunscrição:
- Ordem Hydrocharitales
  - Família Hydrocharitaceae

O sistema APG II, incluiu a maioria das plantas envolvidas à ordem expandida Alismatales, no clado das monocotiledóneas, sendo completamente eliminada no sistema APG III.